# Henri Willem Julius

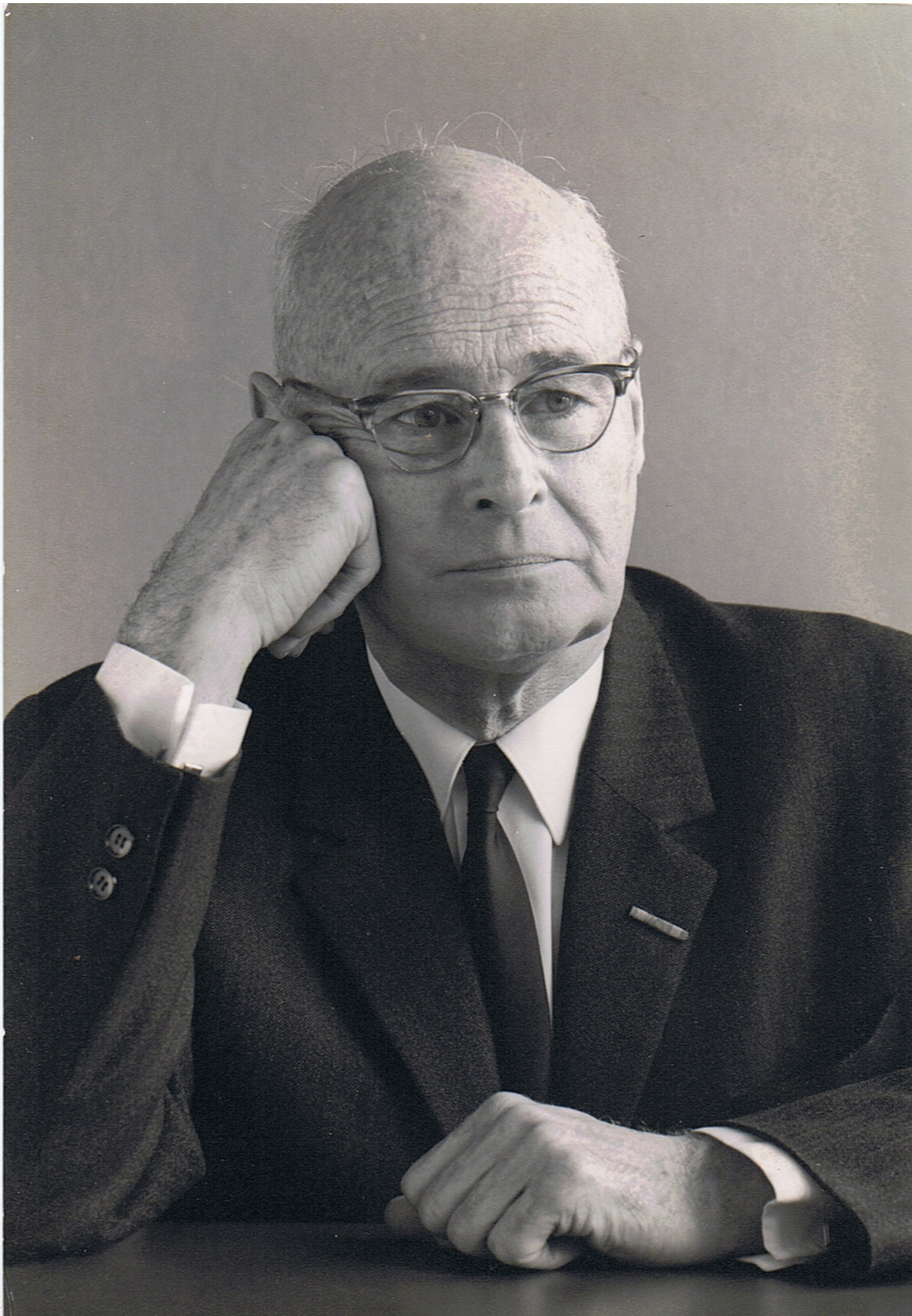
H.W. Julius

Henri Willem Julius ('s-Gravenhage, 19 november 1901 – Amersfoort, 15 juni 1977) was een Nederlands arts, hoogleraar in de Gezondheidsleer aan de  Universiteit Utrecht en voorzitter van TNO. Zijn wetenschappelijke en bestuurlijke activiteiten waren zeer breed en zijn onderzoek strekte zich uit van kanker en chemotherapie naar bacteriologie en besmettingsleer, vitamines, volksgezondheid en klinische trials. Hij gebruikte als een van de eersten audiovisuele middelen in het universitaire onderwijs.

## Opleiding
Na zijn Gymnasium beta opleiding in Hilversum studeerde hij Medicijnen aan de Rijks Universiteit Leiden van 1920-1925. Tegelijkertijd werkte hij aan het onderzoek dat leidde tot zijn dissertatie over de reactie van zenuwcellen in de huid op carcinogene en andere prikkels. In 1926 promoveerde hij in Leiden bij Ton Barge op zijn proefschrift Neurotactische reacties op uitwendige prikkels. en in 1927 behaalde hij eveneens in Leiden zijn Artsexamen. 

## Loopbaan
Gedurende de eerste jaren van zijn loopbaan had hij een aanstelling aan het Laboratorium voor Kankeronderzoek te Leiden (1927-1930). In 1928 deed hij 3 maanden onderzoek in het laboratorium van de Spaanse histoloog, neurowetenschapper en Nobelprijswinnaar Santiago Ramón y Cajal in Madrid. In 1930 werd hij in Utrecht aangesteld als conservator Bacteriologie en Infectieziekten bij het Hygiënisch Laboratorium (hoofd: Prof. L.K. Wolff). In 1935 verscheen zijn leerboek Beginselen der Algemeene Bacteriologie en Immuniteitsleer. Na het plotselinge overlijden van Wolff in 1938 werd hij benoemd tot Hoogleraar in de Gezondheidsleer en Geneeskundige Politie. Vanaf 1959 was hij Buitengewoon Hoogleraar in De Hygiëne. Van 1954-1955 was hij rector magnificus van de Universiteit Utrecht en in 1954 werd hij benoemd tot lid van de Koninklijke Nederlandse Akademie van Wetenschappen. In 1951-1952 verbleef hij een jaar aan de Universiteit van Californië - San Francisco als een Fulbright Exchange Fellow. Van 1959-1971 was hij voorzitter van TNO.

### Overige functies en lidmaatschappen
- 1936-1963 Lid Gezondheidsraad
- 1938-1959 Wetenschappelijk adviseur Organon
- 1945-1959 Wetenschappelijk adviseur Zwanenberg
- 1947-1956 Voorzitter Wetenschappelijke Raad voor de Kankerbestrijding
- 1952-1972 Lid, later voorzitter van de Akademische Commissie voor Uitgave van alle Brieven van Antoni van Leeuwenhoek
- 1952-1977 Lid Koninklijke Hollandsche Maatschappij der Wetenschappen
- 1955-1975 Voorzitter Stichting Film en Wetenschap
- 1959-1971 Lid Raad voor Zuiver Wetenschappelijk Onderzoek (ZWO, thans NWO)
- 1959-1969 Vice-voorzitter Curatorium Reactor Centrum Nederland (RCN, thans ECN)
- 1961-1972 Kroonlid Academische Raad
- 1962-1968 Voorzitter Geneeskundige Raad KNAW
- 1968-1971 Lid Wetenschappelijke Raad voor de Kernenergie

## Belang voor wetenschap en onderwijs

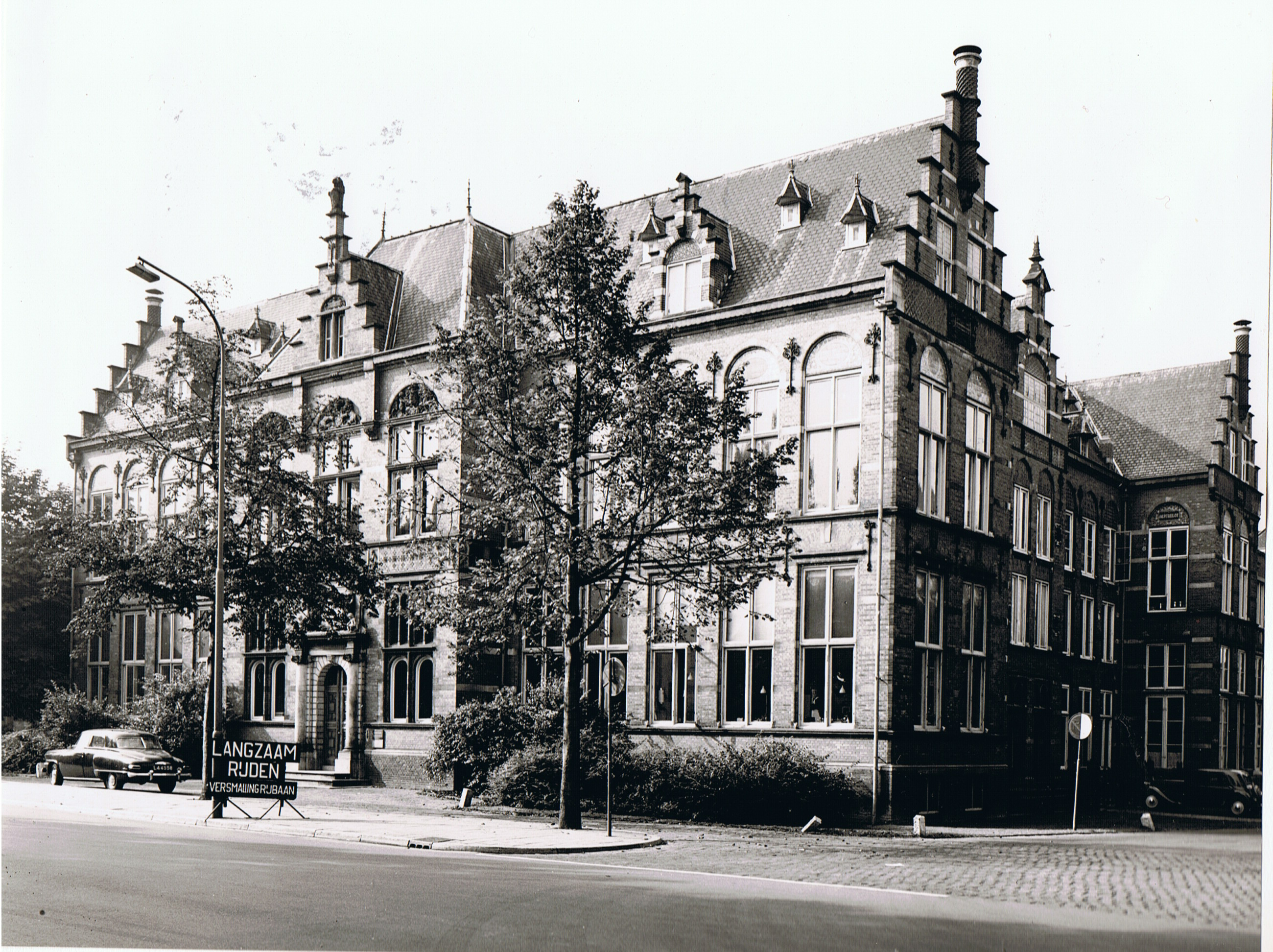
Het Hygiënisch Laboratorium aan de Catharijnesingel 59, Utrecht

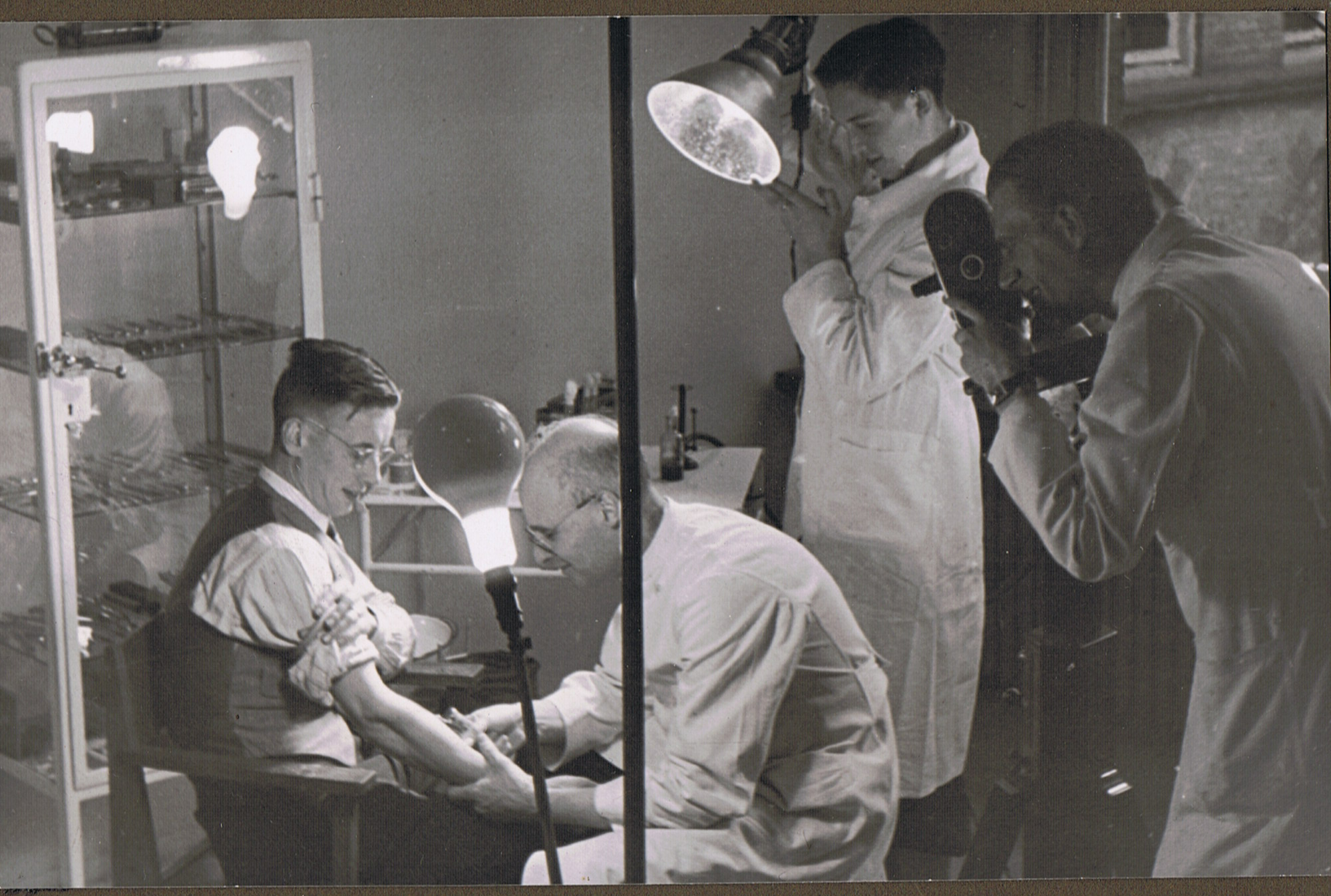
Julius neemt bloed af bij een collega voor filmopnames

In vele geschriften en toespraken benadrukte Julius steeds de impact die wetenschappelijk onderzoek heeft op de samenleving. Hij propageerde een kritische blik op de wetenschappelijk vorderingen en zag het belang van preventieve geneeskunde en medische ethiek.
Al in 1942 schreef Julius over het onderwijs. Hij was vooral geïnteresseerd in de ontwikkeling en toepassing van audiovisuele middelen in het medisch en tandheelkundig onderwijs, maar zag ook de beperkingen en gevaren, met name op het gebied van verlies van persoonlijk contact. In 1950 richtte Julius het Universitair Film Instituut (UNFI)  op, dat werd gehuisvest in de bovenverdiepingen van het toenmalige gebouw van het Hygiënisch Laboratorium, Catharijnesingel 59 in Utrecht. In 1955 ging het UNFI op in de Stichting Film en Wetenschap (SFW) en Julius werd voorzitter. In 1975 nam hij afscheid, en thans is de collectie van educatieve films ondergebracht bij het Nederlands Instituut voor Beeld en Geluid. 

## Onderscheidingen
- Ridder in de Orde van de Nederlandse Leeuw, 1956, na zijn Rectoraat van de Universiteit Utrecht.
- Commandeur in de Orde van Oranje Nassau, 1971, bij zijn afscheid als voorzitter van TNO.

## Familie
Henri Willem was de tweede zoon van Charles Henri Julius en Catharina Elisabeth de Vogel. Zijn ouders scheidden toen hij 10 jaar oud was. Zijn vader vertrok naar Engeland en zijn moeder was veel op reis; zij trad op als zangeres in de Verenigde Staten en Nederlands Indië. Henri Willem werd daardoor al op jonge leeftijd zelfstandig. Hij trouwde op 9 augustus  1927 met Geertruida Maria Peters (1902-1987) en ze kregen 1 dochter, 1 zoon en 4 kleinkinderen. 
De natuurkundige Willem Henri Julius (1860-1925) was de oom van Henri Willem Julius. De natuurkundige Victor August Julius (1851-1902) was een oudoom. Henri Willem was via zijn moeder een achterneef van Willem Einthoven (1860-1927)